# Nirnaeth Arnoediad
Bitva nespočetných slz, sindarsky nazývaná Nirnaeth Arnoediad, je pátou velkou bitvou Beleriandských válek. Byla svedena v roce 473 Prvního věku. Fëanorův syn Maedhros, který založil tzv. Maedhrosovu unii, v ní chtěl vylákat a porazit Temného pána Morgotha na planině Anfauglith. Morgoth však útok očekával a díky zradě mužů z východu spojence krutě porazil. Po bitvě bylo již pouze otázkou času, kdy se Melkor zmocní zbytku Beleriandu.

## Události předcházející bitvě
Bitvou Dagor Bragollach v letech 455-456 bylo prolomeno Obklíčení Angbandu. Beleriand byl nadále chráněn proti Morgothovým stvůrám jen díky udatnosti Noldor a Edain, kteří bránili Maglorovu bránu, Sirionský a Aglonský průsmyk. Velkými činy Berena a Lúthien, se podařilo získat zpět jeden ze Silmarilů. Na klenot si však činili nárok Fëanorovi synové, kteří nezapomněli na svou přísahu.

## Bitevní plán

### Maedhrosova unie
Maedhros, který se dozvěděl o činech Berena a Lúthien, si uvědomil, že Morgoth není nenapadnutelný. Zároveň však věděl, že Temný pán stále sílí, a že je proto lepší vybojovat rozhodující bitvu co možná nejdřív. Vytvořil Maedhrosovu unii, v níž se spojili Noldor, trpaslíci, tři domy Edain a Východňané z Bórova a Ulfangova rodu. Králové Orodreth z Nargothrondu a Thingol z Doriathu však odmítli vyjít na slovo Fëanorova syna, především kvůli zlým skutkům Celegorma a Curufina. Armády spojenců byly rozděleny na dvě poloviny. Fingon velel západnímu křídlu, ve kterém byli vojáci jeho lidu, Sindar, Edain z Dor-lóminu a Brethilu, malá družina z Nargothrondu a zcela neočekávaně se k nim připojil také Fingonův bratr Turgon s armádou z Gondolinu. Maedhros velel východnímu křídlu, kde stála vojska jeho bratrů, Východňanů a trpaslíků z Ered Luin. Jednoruký Maedhros měl v plánu pochodovat z východu k Angbandu a vylákat tak Morgothovy síly na planinu Anfauglith, kde by na ně ze západu udeřilo Fingonovo vojsko. Znamením pro společný útok mělo být zapálení velkého majáku v Dorthonionu.

### Morgoth
Temný pán věděl o křivdách mezi svými nepřáteli. Je pravděpodobné, že noví muži, kteří později v boji Eldar a Edain zradili, přišli z východu na jeho zavolání. Morgoth chtěl využít nesmírné početní převahy a nedovolit tak nepřátelským armádám, aby se spojily.

## Průběh bitvy
Ráno o letním slunovratu byly spojenecké armády připravené k útoku. Fingon očekával Maedhrosův útok, nevěděl však, že Maedhros byl zrádným Uldorem falešně varován před Morgothovým výpadem. Náhle Fingona podpořil jeho bratr Turgon, který se dozvěděl o bitvě a dorazil s desetitisícovým vojskem na pomoc. Temný pán vyslal proti západnímu křídlu značnou sílu a chtěl Fingona vylákat z jeho pevností na pláň. Húrin jediný varoval před Morgothovými úklady a naléhal na Fingona, aby vyčkal Maedhrosova útoku. Morgothův kapitán poslal vyjednavače, kteří přijeli k Barad Eithel s oslepeným Gelmirem, který byl zajat v Dagor Bragollachu a na dohled z pevnosti mu postupně usekali ruce, nohy a nakonec hlavu. To vše naneštěstí viděl Gelmirův bratr Gwindor, který v šílené zlobě vyrazil spolu s mnoha dalšími jezdci z pevnosti, zabil vyjednavače a hnal se hluboko do hlavního skřetího voje. Fingon se vzpamatoval a s celým západním vojskem vyrazil do útoku. Morgothův plán málem selhal, protože hněv Noldor a síla jejich útoku úplně smetla Morgothovo západní křídlo a Gwindor stanul na schodech Angbandu. Temný pán vypustil mnoha tajnými východy své hlavní síly a elfové byli s velkými ztrátami odraženi. Všichni Nargothrondští u brány padli, pouze Gwindor byl spoután a odvlečen. Maedhrosovi se nedařilo z východu probít k Fingonovi, který byl s velkými ztrátami zatlačován zpět. Tehdy dorazili z jihu Gondolinští pod Turgonovým vedením, který se vyvaroval prvního zbrklého útoku. Když se podařilo Turgonovi probojovat se k svému bratrovi, vypustil Morgoth své poslední zálohy. Přišli balrogové, jezdci na vlcích, obři a draci v čele s největším drakem Glaurungem. Angbandské stvůry nedovolili Fingonovu a Maedhrosovu vojsku se spojit. Tehdy se ukázala Ulfangova zrada. Mnoho Východňanů se obrátilo k útěku, většina však zezadu napadla voj Fëanorových synů. Maglor zabil vůdce zrady Uldora, a Bórovi synové zabili Ulfasta a Ulwartha. V té chvíli zaútočili dosud skryté zálohy Východňanů z kopců a Maedhrosovo vojsko tak bylo zcela obklíčeno. Fëanorovým synům se podařilo se zbytkem svých mužů a trpaslíky probojovat z bitvy a prchnout na jih k hoře Dolmed. Poslední, kdo z východního křídla bojovali, byli trpaslíci z Belegostu, kteří jako jediní ustáli Glaurungův útok. Glaurung smrtelně ranil jejich pána Azaghâla, ten mu však z posledních sil vrazil svůj nůž do břicha. Glaurung poté spolu s ostatními stvůrami prchnul zpátky do Angbandu. Trpaslíci zvedli tělo svého pána a za zpěvu smutečního žalmu, pomalým krokem opustili bojiště a žádný skřet se je při tom neodvážil napadnout. Na západě na krále Fingona a Turgona zaútočili balrogové v čele se svým pánem Gothmogem. Bratři byli rozděleni a Turgon s Húrinem museli ustoupit k bažině Serech. Fingonův voj byl obklíčen a všichni jeho muži postupně padli. Poslední živý stál velekrál Fingon, který se pustil do souboje s Gothmogem. Velekrál Noldor byl Gothmogem zabit a jeho tělo balrogové zadupali do země. Sirionský průsmyk však stále bránili Gondolinští a muži z Hadorova domu. Húrin nabádal krále Turgona, aby ustoupil a zachránil co nejvíc Eldar. Turgon poslechnul a odešel na jih, zatímco jeho ústup kryli svými štíty muži z Dor-lóminu a vysloužili si tak věčnou slávu. Bránili říčku Rivil, dokud nepřátelé nepřemostili tok svými padlými a ostatek mužů neobklíčili. Zasažen šípem padl Huor a zanedlouho i všichni ostatní. Poslední stál Húrin, který prý sám zabil sedmdesát skalních obrů z Gothmogovy gardy. Morgoth si však přál získat Húrina živého a ten nakonec padnul pod záplavou nepřátel a byl odvlečen Gothmogem do Angbandu.

## Důsledky bitvy
Morgothův triumf byl úplný. Podle jeho plánu lidé zabíjeli lidi a mezi jeho nepřáteli zavládla nejistota a odcizení. Fingonova říše byla zcela zničena a přeživší Eldar byli odvezeni do dolů na severu. Fëanorovi synové byli donuceni prchnout ze svých panství na jih. Temný pán jako dar věnoval přeživším Východňanům za jejich zradu zemi Dor-lómin, kde přežili ženy, děti a starci z Hadorova domu a zakázal jim ji opouštět. Skřeti a jiné stvůry po bitvě obsadili vysočiny na severu a stále častěji se odvažovali pronikat do Beleriandu. Poslední bezpečná místa byl Gondolin, který Morgotha znepokojoval, protože nevěděl, kde přesně stojí, království Doriath a na čas také Círdanovy přístavy ve Falasu. Morgoth věděl, že Húrin je Turgonovým přítelem a chtěl z něj proto získat informaci o Gondolinu. Húrin se Temnému pánovi vysmíval a nic neprozradil. Proto jej Melkor s celým jeho potomstvem proklel. Po bitvě skřeti sebrali těla padlých a navršili z nich uprostřed planiny Anfauglith mohylu, která se později nazývala Haudh-en-Ndengin, Pahorek zabitých.